# Joy Giovanni
Joy Giovanni (Boston, 20 gennaio 1978) è un'attrice ed ex wrestler statunitense di origini italiane.
È principalmente ricordata per i suoi trascorsi nella World Wrestling Entertainment tra il 2004 e il 2005.

## Carriera
Joy Giovanni entrò a far parte del mondo del wrestling partecipando alla prima edizione del Diva Search nell'estate del 2004, aggiudicandosi il terzo posto nella competizione; il 18 novembre 2004 debuttò nel roster di SmackDown, interpretando il ruolo dell'annunciatrice a bordo ring.
Il 6 gennaio 2005 rifiutò di firmare una petizione di Carlito, tanto che quest'ultimo le sputò una mela in faccia; poche settimane più tardi iniziò una faida con Amy Weber, assistente di John Bradshaw Layfield, e fu rapita dal Cabinet e rinchiusa nella limousine di JBL.
Il 20 febbraio 2005 vinse il premio di Rookie Diva of the Year, battendo in finale Michelle McCool; dopo questa vittoria, intraprese delle brevi faide con Dawn Marie e Melina Pérez, fino ad arrivare al licenziamento il 6 luglio 2005.
Il 5 aprile 2009, a WrestleMania 25, tornò sul ring per una sola notte in occasione della Divas Battle Royal vinta da Santina Marella.

## Vita privata
Joy Giovanni ha un figlio nato il 20 ottobre 1998.
Nel 2014 ha aperto il suo studio di chiropratica e massoterapia nella città di San Diego (California).

## Altri media
Nel 2004 e nel 2005 partecipò alla Lingerie Football League.

## Filmografia
- Instinct vs. Reason, regia di Andrew Koenig (2004)
- When All Else Fails, regia di Jerome Gay (2005)
- Pretty Cool Too, regia di Rolfe Kanefsky (2007)